# Красавица для чудовища
«Красавица для чудовища» (англ. Mary Shelley) — драматический фильм Великобритании, США и Люксембурга 2017 года режиссёра Хаифы аль-Мансур. Премьера фильма состоялась 9 сентября 2017 года на Кинофестивале в Торонто. В России фильм вышел 10 мая 2018 года.

## Сюжет
В 1814 году Мэри Шелли живёт вместе со своим отцом Уильямом Годвином, её мать Мэри Уолстонкрафт умерла сразу же после родов. Во время поездки в Шотландию она знакомится и влюбляется в поэта Перси Биш Шелли, который в то время уже женат. Вместе они едут в Блумсбери, и сводная сестра Мэри, Клер Клермонт, отправляется с ними. У Шелли нет своих денег, но, поскольку у его отца есть поместье, ему удается их занять. На ужине Шелли флиртует с Клер, а один из друзей Шелли — с Мэри. Когда Мэри высказывает своё недовольство, Шелли отвечает, что верит в свободные отношения, что не против, если у Мэри будут другие любовники, и хотел бы такой же свободы для себя. Позднее они посещают демонстрацию гальванизма, где показывают как при помощи электричества приводят в движение мышцы мертвой лягушки. Там же они встречают Лорда Байрона, который производит большое впечатление на Клер.
Через какое-то время приезжают кредиторы Шелли, и им приходится бежать. У Мэри рождается ребенок, но из-за плохих условий вскоре умирает. Клер сообщает о том, что забеременела от Байрона, и что он пригласил их на свою виллу в Женеве. Когда они приезжают, Байрон дает ей понять, что приглашения не было, но позволяет им остаться.
Из-за плохой погоды им приходится проводить время дома. Одним вечером Байрон предлагает им всем написать историю про призраков. Эти события производит впечатление на Мэри, и во сне она видит эксперименты с гальванизмом. Шелли получает известие о том, что его жена недавно утопилась.  На протяжении их визита Байрон с пренебрежением относится к Клер. Когда она объявляет ему, что он не имеет право с ней так обращаться, Байрон сообщает ей, что у них была лишь случайная связь, и что она ему не интересна. Тем не менее, он говорит, что будет финансово помогать Клер с ребенком.
Когда они возвращаются в Англию, Мэри начинает писать роман про Франкенштейна. Издатели не хотят печатать книгу под именем Мэри, но после того как Шелли добавляет предисловие под своим именем, роман принимают. Книга оказывается успешной, и поначалу все считают, что автором является Шелли, но позже он публично объявляет настоящего автора.

## В ролях
- Эль Фэннинг — Мэри Шелли
- Дуглас Бут — Перси Биш Шелли
- Том Старридж — Лорд Байрон
- Бел Паули — Клара Клермонт
- Стивен Диллэйн — Уильям Годвин
- Бен Харди — Джон Полидори
- Мэйси Уильямс — Изабель Бакстер
- Джоан Фроггатт — Мэри Джейн Клермонт

## Критика
Фильм получил смешанные оценки кинокритиков. На сайте Rotten Tomatoes фильм имеет рейтинг 40 % на основе 113 рецензий критиков со средней оценкой 5,4 из 10. На сайте Metacritic фильм получил оценку 49 из 100 на основе 28 рецензий, что соответствует статусу «смешанные или средние отзывы».